# Physiology
Physiology is een internationaal, aan collegiale toetsing onderworpen wetenschappelijk tijdschrift op het gebied van de fysiologie. Het wordt uitgegeven door American Physiological Society namens de International Union of Physiological Sciences en verschijnt tweemaandelijks. Het eerste nummer verscheen in 1986.